# Brúixola Fluxgate

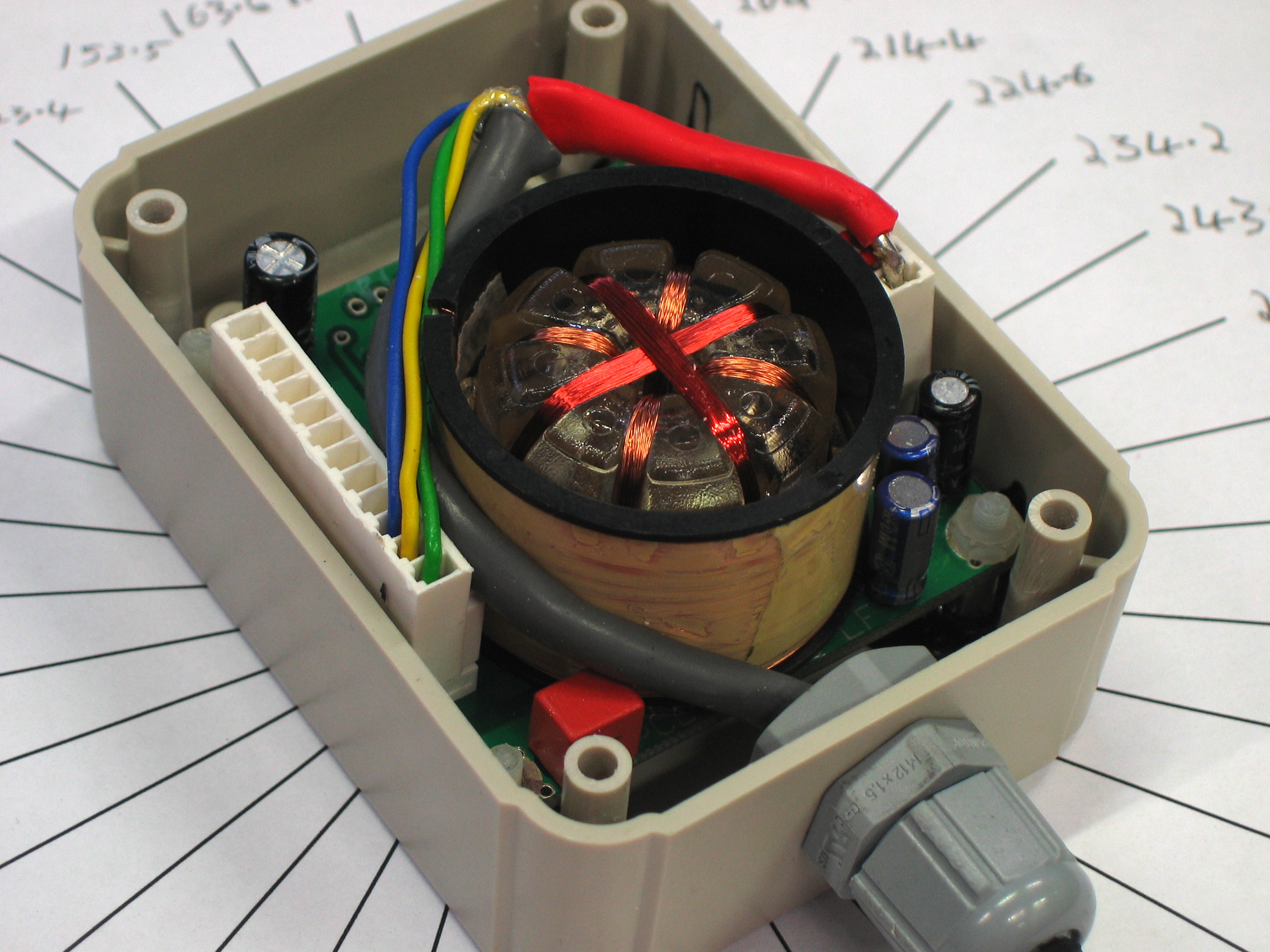
Un inclinòmetre/brúixola fluxgate

La brúixola fluxgate bàsica és un dispositiu electromagnètic simple que empra dues o més petites bobines de fil de coure al voltant d'un nucli de material magnètic altament permeable, per detectar directament la direcció de la component horitzontal del camp magnètic de la Terra. Els avantatges d'aquest principi respecte una brúixola magnètica són que la lectura és en format electrònic i es pot digitalitzar i transmetre fàcilment, visualitzar-la remotament i utilitzar-la en un pilot automàtic electrònic per corregir el rumb.

## Característiques

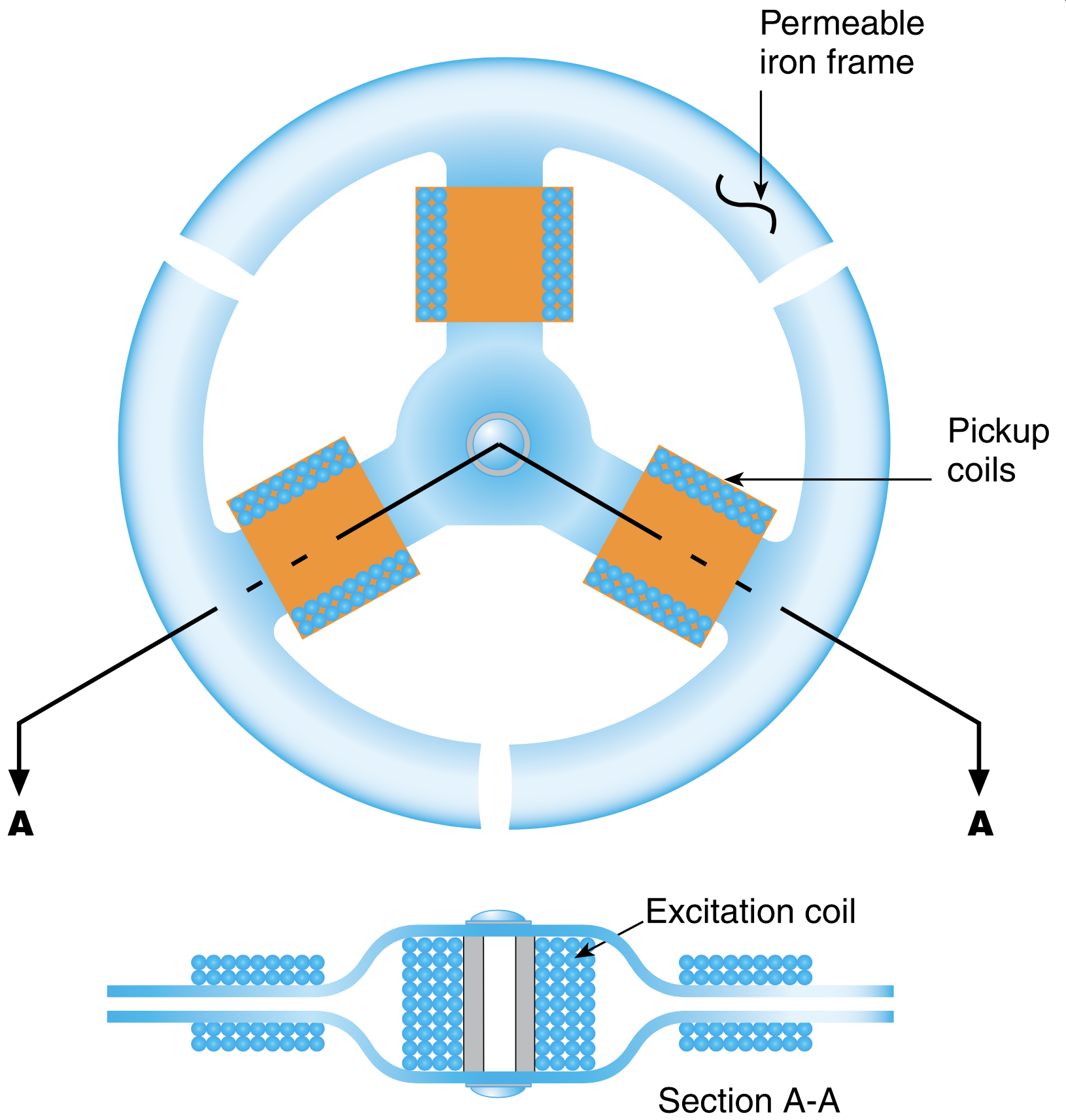
Vàlvula de flux dun tipus de brúixola fluxgate utilitzada en avions.

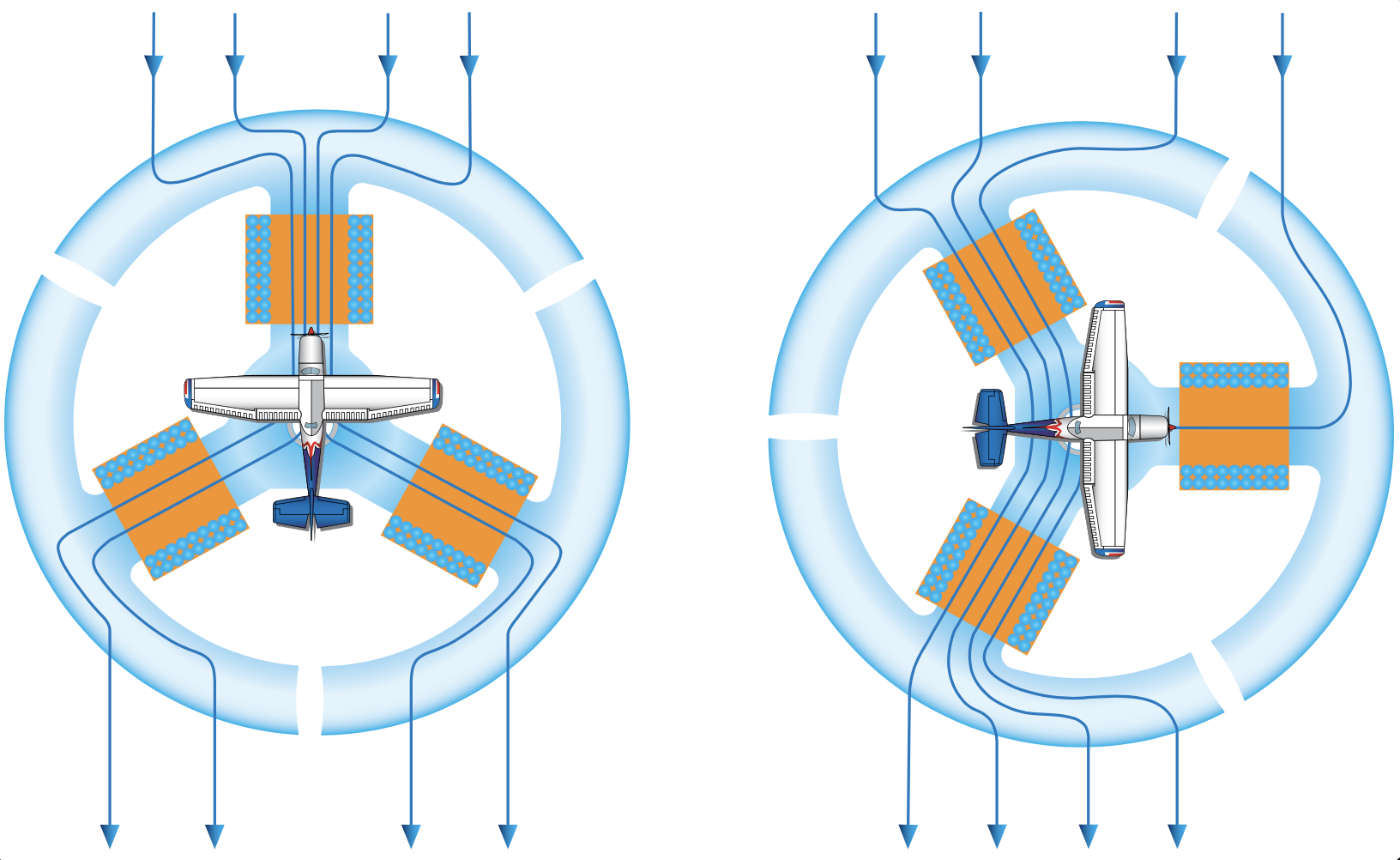
El corrent a cadascuna de les tres bobines captadores canvia amb el rumb de l'avió.

Per evitar imprecisions creades pel component vertical del camp, la matriu fluxgate s'ha de mantenir el més plana possible muntant-la sobre cardans o utilitzant un sistema de suspensió de fluid. De tota manera, els errors d'inèrcia són inevitables quan el vaixell gira bruscament o és sacsejat per un mar embravit. Per garantir lectures direccionals que siguin adequadament estables, les brúixoles marines fluxgate sempre incorporen amortiment líquid o electrònic. Una alternativa és utilitzar un magnetòmetre fluxgate de 3 eixos per proporcionar un vector de flux 3D, amb el rumb magnètic derivat del flux en un pla perpendicular a la gravetat, proporcionant així immunitat contra el capçal i el balanceig.

## Fluxgate i girocompàs
La brúixola Fluxgate i el girocompàs es complementen molt bé. El fluxgate proporciona una referència direccional que és estable a llarg termini, a banda de les pertorbacions magnètiques canviants, i el girocompàs és necessari a curt termini, fins i tot contra els efectes d'acceleració i escora. En latituds altes, on el camp magnètic de la Terra baixa cap als pols magnètics, les dades del giroscopi es poden utilitzar per corregir errors de rumb induïts pel balanceig a la sortida del fluxgate. També es pot utilitzar per corregir els errors induïts per balanceig i escora que sovint afecten les brúixoles Fluxgate instal·lades en embarcacions d'acer. El magnetòmetre fluxgate va ser inventat pel físic alemany Friedrich Förster el 1937, la brúixola fluxgate va ser inventada per la Divisió Eclipse-Pioneer de Bendix el 1943.